# Казаналипов, Муртазали Расулович
Муртазали Расу́лович Казанали́пов (10 февраля 1964, село Анди, Ботлихский район, Дагестанская АССР, РСФСР, СССР — 25 августа 1999, там же) — боец отряда самообороны родного села, участник сельского ополчения против Вторжения боевиков в Дагестан, Герой Российской Федерации (1999, посмертно).

## Биография
Муртазали Казаналипов родился в селе Анди Ботлихского района Дагестанской АССР, в крестьянской семье. По национальности — андиец. В 1981 году, после окончания средней школы села Анди, работал в Ботлихском филиале завода «Прогресс» слесарем, продолжая жить в родном селе. С 1982 по 1989 годы жил в Москве, работая в тресте «Мосметрострой», после чего вернулся в Дагестан, где начал заниматься предпринимательской деятельностью.
В августе 1999 года во время вторжения чеченских и международных террористов в Дагестан, Муртазали стал одним из инициаторов создания добровольного отряда самообороны в своём родном селе. Он активно участвовал в операциях против бандформирований, оказывал иную помощь российским войскам. В бою 21 августа 1999 года при изгнании бандформирований из своего района, своими отважными действиями обеспечил успех боя, проявив личное мужество и героизм.
25 августа 1999 года, ровно через четыре дня, Муртазали Казаналипов погиб от пули вражеского снайпера в бою при взятии российскими войсками перевала Хаарами. Был похоронен в родном селе Анди.
25 октября 1999 года, указом Президента Российской Федерации Бориса Ельцина, Казаналипову Муртазали Расуловичу посмертно присвоено звание Героя Российской Федерации.

## Награды
- Герой Российской Федерации (25 октября 1999 года, посмертно) — за мужество и героизм, проявленные в ходе контртеррористической операции в Северо-Кавказском регионе

## Память
- Именем Муртазали Казаналипова названа средняя школа № 2 в родном селе, которую он закончил в 1981 году[4].